# Helicodontium sanctum
Helicodontium sanctum là một loài Rêu trong họ Myriniaceae. Loài này được Sakurai mô tả khoa học đầu tiên năm 1951.